# Myxilla (Burtonanchora) ponceti
Myxilla (Burtonanchora) ponceti is een gewone sponsensoort uit de familie van de Myxillidae. De wetenschappelijke naam van de soort is voor het eerst geldig gepubliceerd in 2012 door Goodwin, Brewin & Brickle.